# Conophytum swanepoelianum
Conophytum swanepoelianum är en isörtsväxtart. Conophytum swanepoelianum ingår i släktet Conophytum, och familjen isörtsväxter.

## Underarter
Arten delas in i följande underarter:
- C. s. proliferans
- C. s. rubrolineatum
- C. s. swanepoelianum